# Krysografi
Krysografi (av grekiskans chrysos= guld och grafein= skriva) är konsten att måla eller skiva med guld.
Krysografin florerade i det äldre Bysantinska riket, varifrån man har flera dyrbara handskrifter med guldskrift på purpurfärgat pergament. Krysografin upptogs också i Västerlandet och florerade där under den karolingiska tiden, ett vackert exempel är Karl den skalliges Sankt Emmeran Codex aureus, en annan finns på kungliga biblioteket i Stockholm, Stockholm Codex aureus.
Krysografin behöll sig längst på Irland. Krysografin ingick även i det ryska ikonmåleriet, särskilt hos den så kallade Stroganovskolan omkring 1600.
Även silverskrift har använts, såsom i Codex argenteus